# Lucía Pérez
Lucía Pérez Vizcaíno (O Incio, Lugo provincia, Galicia, Spanyolország, 1985. július 5.) spanyol énekesnő, zenetanárnő. A 2011-es Eurovíziós Dalfesztiválon ő képviselte Spanyolországot Düsseldorfban a Que me quiten lo bailao című számmal. Eddig öt stúdióalbuma jelent meg, közülük négy spanyol, egy galiciai nyelven.

## Munkássága és stílusa
Lucía énekesi karrierjét 2002-ben kezdte, miután 17 évesen megnyerte a Galiciai Televízió (TVG) Canteira de cantareiros című zenei tehetségkutatóját. Egy évvel később, 2003-ban megjelentette első albumát, melynek a címe Amores y amores volt, eredetileg kilenc spanyol és két galiciai nyelvű dallal; a lemezt azonban újra kiadták, mely változat még egy spanyol, valamint egy galiciai nyelvű (a Szent Jakab-útról szóló, híres Torres de Compostela című) dallal egészült ki, így ez már 13 számot tartalmazott. Tanulmányait az asztúriai Oviedói Egyetem ének-zene, majd pedagógia szakán folytatta, ahol 2010-ben diplomázott.
2005-ben részt vett a Viña del Mar-i Nemzetközi Dalfesztiválon Chilében, ahol második helyezést ért el Qué haría contigo című dalával, amely Chema Purón szerzeménye.
2006-ban jelent meg második, El tiempo dirá című stúdióalbuma, amelyen zeneileg és az előadásmód szempontjából már egy sokkal érettebb Lucía mutatkozik. Az albumon tíz spanyol, egy galiciai nyelvű dal hallható.
2009-ben másodjára vett részt a chilei megmérettetésen Spanyolországot képviselve, az Este amor es tuyo című, szintén Chema Purón-szerzeménnyel. Még ebben az évben kiadta Volar por los tejados című harmadik nagylemezét, melyen 11 dal spanyol, egy pedig gallego nyelvű.
2010-ben egy teljes albumot szentelt szülőföldjének Galicia hivatalos regionális nyelvén, melyen előző három albumának feldolgozásai szerepelnek galiciaiul, valamint egy vadonatúj szerzemény, a szülőfalujáról írt O Incio.
2011. február 18-án a Destino Eurovisión című nemzeti előválogatóban Lucía a telefonos szavazatok 68%-át szerezte meg Que me quiten lo bailao című dalával, amivel elnyerte a jogot, hogy ő képviselje Spanyolországot a 2011-es Eurovíziós Dalfesztiválon a németországi Düsseldorfban, melynek május 14-ei döntőjében a 23. helyen végzett 50 ponttal (közvetlenül Magyarország után). Ugyanezen év április 12-én jelent meg ötödik, Cruzo los dedos című nagylemeze (többnyire válogatás előző albumairól), melyen már szerepelt a Que me quiten lo bailao, valamint az eredetileg szintén a dalversenyre jelölt Abrázame című ballada.
Zenei stílusa igényes spanyol popzene galiciai-kelta folklorikus elemekkel, illetve jellemzőek a lassú, lírai balladák is. Dalainak hangszerelésére a különböző – akusztikus és elektromos – gitárok, a duda, a fuvola, a zongora és a hegedű jellemzőek (az elektronikus hangszerek mellett).
2014. június 22-én jelent meg hatodik stúdióalbuma Quitapenas címmel.
2015 novemberében Chema Purón karácsonyi dalt írt a La Rioja-i Betlehemi Egyesület részére spanyol és galiciai nyelven La fiesta del belén, illetve A festa do belén címmel, melyet az egyesület gyerekkórusával közösen adtak elő.

## Diszkográfia

### Albumok
| Év   | Cím                   | Nyelv    | Magyarul                    |
| ---- | --------------------- | -------- | --------------------------- |
| 2003 | Amores y amores…      | spanyol  | ’Szerelmek és szerelmek’    |
| 2006 | El tiempo dirá…       | spanyol  | ’Az idő majd megmondja…’    |
| 2009 | Volar por los tejados | spanyol  | ’Tetőkön át szállok’        |
| 2010 | Dígocho en galego     | galiciai | ’Elmondom neked galiciaiul’ |
| 2011 | Cruzo los dedos       | spanyol  | ’Összeteszem a két kezem’   |
| 2014 | Quitapenas            | spanyol  | ’Bánatölő’                  |

### Kislemezek, videóklipek
| Év   | Dalcím                                 | Magyarul                              | Album                 | Megjegyzés                    |
| ---- | -------------------------------------- | ------------------------------------- | --------------------- | ----------------------------- |
| 2005 | Qué haría contigo                      | „Mit tennék veled”                    | El tiempo dirá        |                               |
| 2006 | Dime adiós                             | „Mondj búcsút nekem”                  | El tiempo dirá        | videóklip                     |
| 2008 | Alguien me contó (Quelqu’un m’a dit)   | „Valaki elmondta nekem”               | Volar por los tejados | videóklip                     |
| 2009 | Este amor es tuyo                      | „Ez a szerelem a tied”                | Volar por los tejados | videóklip                     |
| 2010 | Torres de Compostela                   | „Compostela tornyai”                  | Dígocho en galego     | videóklip                     |
| 2011 | Que me quiten lo bailao                | „Azt az élményt nem vehetik el tőlem” | Cruzo los dedos       | videóklip                     |
| 2015 | La fiesta del belén / A festa do belén | „Betlehem ünnepe”                     | (önálló dal)          | videóklip: spanyol / galiciai |